# عجام دارشي
عجام دارشي (بالإنجليزية: Agam Darshi)‏ هي ممثلة بريطانية، ولدت في 12 يناير 1980 ببرمنغهام في المملكة المتحدة.

## أعمال

### أفلام
- (2009) المراقبون[5]
- (2012) بوسشن[6]
- (2016) برين أون فاير

### مسلسلات
- كايل إكس واي
- نزل بيتس[7]
- وكالة ديرك جينتلي للتحقيقات الشمولية

## وصلات خارجية
- عجام دارشي على موقع IMDb (الإنجليزية)
- عجام دارشي على موقع روتن توميتوز (الإنجليزية)
- عجام دارشي على موقع ألو سيني (الفرنسية)
- عجام دارشي على موقع أول موفي (الإنجليزية)
- عجام دارشي على موقع قاعدة بيانات الفيلم (الإنجليزية)
- عجام دارشي على موقع كينوبويسك (الروسية)